# هری فیلدر
هری فیلدر (انگلیسی: Harry Fielder؛ (زادهٔ ۲۶ آوریل ۱۹۴۰ – درگذشتهٔ ۶ فوریهٔ ۲۰۲۱) بازیگر اهل بریتانیا بود.

## گزیدهٔ فیلم‌شناسی

### سینما
- سرخ‌ها (۱۹۸۱)
- مک‌ویکر (۱۹۸۰)
- جنگ ستارگان (۱۹۷۷)
- اولیور! (۱۹۶۸)

### تلویزیون
- بو ژست (۱۹۸۲)
- شووسترینگ (۱۹۷۹)
- ارتش سری (۱۹۷۷)
- سوئینی (۱۹۷۶–۱۹۷۵)
- دکتر هو (۱۹۸۲–۱۹۶۷)